# The Scamp
Pour plus de détails, voir Fiche technique et Distribution.
The Scamp est un film britannique réalisé par Wolf Rilla, sorti en 1957.

## Synopsis
Tod, un orphelin de mère, est délaissé par son père qui s'occupe plus de sa carrière que de lui. Il va finir par être adopté par un enseignant et sa femme, un médecin.

## Fiche technique
- Titre original : The Scamp
- Réalisation : Wolf Rilla
- Scénario : Wolf Rilla, d'après la pièce Uncertain Joy de Charlotte Hastings
- Direction artistique : Elven Webb
- Costumes : Cynthia Tingey
- Photographie : Freddie Francis
- Son : Fred Turtle
- Montage : Bernard Gribble
- Musique : Francis Chagrin
- Production : James Lawrie
- Production associée : Denis O'Dell
- Société de production : Lawrie Productions
- Société de distribution : Renown Pictures Corporation
- Pays d'origine :  Royaume-Uni
- Langue originale : anglais
- Format : Noir et blanc  — 35 mm — 1,85:1 — son mono
- Genre : drame
- Durée : 87 minutes
- Dates de sortie : Royaume-Uni : 7 octobre 1957

## Distribution
- Richard Attenborough : Stephen Leigh
- Dorothy Alison : Barbara Leigh
- Colin Petersen : Tod
- Terence Morgan : Mike Dawson
- Jill Adams : Julie Dawson
- Maureen Delaney : Mme Perryman
- Margaretta Scott : Mme Blundell
- David Franks : Eddie

## Chanson du film
- The Scamp : musique de Francis Chagrin, lyrics de Tony Rima